# Unterversorgung
Als Unterversorgung wird in vielen Fachgebieten der Mangel an Gütern oder Dienstleistungen bezeichnet. Gegensatz ist die Überversorgung.

## Allgemeines
Ein Gleichgewicht bei der Versorgung mit Gütern und Dienstleistungen besteht, wenn auf einem Markt das Güterangebot mit der Güternachfrage beim Gleichgewichtspreis übereinstimmt. Positive oder negative Abweichungen hiervon werden Über- oder Unterversorgung genannt. „Optimale Versorgung“ bedeutet jedoch nicht, dass aller Bedarf gedeckt werden kann. Auch eine Wohlstandsgesellschaft verfügt nicht über alles. Das Versorgungsgleichgewicht wäre eine Situation, bei der keiner der Marktteilnehmer eine Veranlassung hätte, seine Dispositionen zu ändern.
Unter- oder Überversorgung können auf der Mikroebene bei einem einzelnen Wirtschaftssubjekt (Unternehmen, Privathaushalt, Staat) oder auf der Makroebene in der Gesamtwirtschaft vorkommen.

## Betriebswirtschaftslehre und Hauswirtschaftslehre
Unter- oder Überversorgung bei Unternehmen werden in der Betriebswirtschaftslehre, bei Privathaushalten in der Hauswirtschaftslehre behandelt.

### Betriebswirtschaftslehre
Von Unterversorgung betroffen sein können insbesondere die betrieblichen Funktionen der Beschaffung, Finanzierung und Personalwesen. Kann der durch die Bedarfsermittlung kalkulierte Materialbedarf vom Unternehmen nicht durch Aufträge oder Bestellungen auf den Materialmärkten gedeckt werden (etwa wegen Lieferengpässen), so liegt eine Unterversorgung vor, die sich auf die Produktion bis hin zum Vertrieb durch Engpässe als Fehlmenge fortsetzt. Dadurch werden letztlich Kunden unterversorgt. Eine derartige Unterversorgung gibt es seit Februar 2013 in den Industriestaaten durch den Arzneimittel-Lieferengpass. Deshalb müssen Beschaffungsmärkte und die betriebliche Materialbedarfsplanung hoch synchronisiert sein und Lieferketten funktionieren, was insbesondere bei der Just-in-time-Produktion erforderlich ist.
Die Finanzierung ist gesichert, wenn die Kapital- oder Kreditnachfrage zum Geldmarktzins oder Kapitalmarktzins des Kapital- oder Kreditangebots befriedigt werden kann. Geschieht dies nicht, liegt eine Unterkapitalisierung vor. Sie kann das Eigenkapital und/oder das Fremdkapital betreffen. Sie bedeutet, dass die Unternehmensfinanzierung suboptimal verläuft, wenn Knappheit an Eigenkapital und/oder Fremdkapital (Kreditklemme) besteht. Abhelfen können beim Eigenkapital Substitute wie eigenkapitalersetzendes Darlehen, Nachrangdarlehen oder Wandelanleihen und beim Fremdkapital die Kreditsubstitute. Problematisch ist bei kleinen und mittleren Unternehmen der schwierigere Zugang zum Kapitalmarkt. Eine Überversorgung wird als Überkapitalisierung bezeichnet.
Fachkräftemangel im Personalwesen schränkt die Personalkapazität und damit die Gesamtkapazität ein, so dass ein Unternehmen bei voller Auslastung eine weitere Erhöhung des Auslastungsgrades nicht vornehmen kann und dadurch Umsatz- und Ertragseinbußen eintreten.

### Hauswirtschaftslehre
Die Tendenz zur Unterversorgung ist in Privathaushalten vorhanden, je geringer das Haushaltseinkommen und je größer die Kinderzahl sind. Unter diesen Rahmenbedingungen kann wegen Geldmangels nicht jeder Bedarf erfüllt werden. Der Bedarf betrifft sowohl die Grundbedürfnisse (Kleidung, Nahrung, Wohnung) als auch darüber hinausgehenden Konsum. Unterversorgt sind solche Privathaushalte, die beispielsweise in qualitativ unzulänglichen Wohngelegenheiten oder in überbelegten Wohnungen leben. Wohnraummangel oder sonstige Unterversorgung mindern die Lebensqualität. Insbesondere in der „Dritten Welt“ und in der „Vierten Welt“ besteht vor allem bei kinderreichen Familien eine Tendenz zur Unterversorgung.
Ein zunehmendes Finanzrisiko stellt für Privathaushalte die Unterversorgung bei der Altersvorsorge durch staatliche Rentensysteme dar. Dieses Risiko kann durch betriebliche Altersversorgung – die aber von Kleinbetrieben nicht angeboten wird – und durch private Rentenversicherung ausgeglichen werden. Für diese komplexen Zusammenhänge reicht die finanzielle Allgemeinbildung häufig nicht aus.

## Ernährung
Die Fehlernährung ist ein neutraler Oberbegriff, der im Hinblick auf die Unterversorgung aus den Unterarten Mangelernährung und Unterernährung sowie hinsichtlich der Überversorgung aus der Unterart Überernährung besteht. Mangelernährung sind alle Zustände mit einem Ungleichgewicht zwischen Nährstoffzufuhr und Nährstoffbedarf, gestörter Nährstoffverwertung oder unkontrolliertem Abbau von Körpersubstanz. Unterernährung führt zu einer negativen Energiebilanz und zu Untergewicht. Extreme Unterversorgung macht sich als Hunger und Durst bemerkbar. Weist der Organismus ein Flüssigkeitsdefizit auf, kann es mehr oder weniger große Funktionsstörungen geben. Extreme Mangelernährung heißt Unterernährung, sie kann zum Tod führen. Überernährung bringt eine positive Energiebilanz und Übergewicht mit sich.

## Gesundheitswesen
Unterversorgung ist im Gesundheitswesen die teilweise oder gänzliche Verweigerung von Versorgungsleistungen trotz anerkannten Bedarfs, deren Nutzen hinreichend gesichert und deren Einsatz wirtschaftlich vertretbar ist. Unterversorgung kann auftreten entweder als ärztliche Unterversorgung in bestimmten Regionen (Ärztemangel) oder als Unterversorgung des Menschen mit Medikamenten oder durch Vitamine.
- Die Unterversorgung durch Ärzte wird definiert als „regional begrenzter, zeitlich nicht absehbarer (vertrags)ärztlicher Versorgungsmangel, der eine so spürbare Angebotslücke für die betroffene Bevölkerung bedeutet, dass er im Vergleich zum ermittelten Bedarf und unter Berücksichtigung aller übrigen Umstände nicht mehr hingenommen werden kann“.[11] Ärztemangel gibt es vor allem bei Landärzten (§ 16 Ärzte-ZV), wo Unterversorgung und Überversorgung (§ 16b Ärzte-ZV) zum Rechtsbegriff erhoben werden (vgl. auch § 100 SGB V bzw. § 101 SGB V).
- Die Unterversorgung des Menschen mit Medikamenten oder durch Vitamine führt zu Mangelkrankheiten (etwa Kaliummangel, Kalziummangel, Magnesiummangel) bzw. Avitaminose oder sogar zum Tod. Die weltweiten Arzneimittel-Lieferengpässe seit 2012 haben die medikamentöse Unterversorgung verschärft.

Überversorgung ist eine Behandlung, die aus medizinischen Gründen nicht notwendig und deren Nutzen nicht hinreichend gesichert ist, die in unwirtschaftlicher Form erbracht wird und deren geringer Nutzen die Kosten nicht rechtfertigt wie etwa die Übertherapie. Oft besteht ein Zusammenhang mit der Privatversicherung.
Eine Überversorgung mit Vitaminen heißt Hypervitaminose.

## Logistik
In der Logistik im weitesten Sinne (neben dem Gütertransport auch der Personentransport einschließlich ÖPNV) kann durch logistische Engpässe bei oder zwischen Stationen (Bahnhöfe, Flughäfen, Häfen, Haltestellen, Umschlagplätzen) mit Transportgütern oder Passagieren eine Unterversorgung entstehen. Die Unterversorgung kann durch Störungen in der Lieferkette, Transportkette, Datenverarbeitung, im Fahrplan, Fehler in der Auftragsabwicklung, fehlerhafte Lagerbestände oder falsche Materialbedarfsplanung/Personalbedarfsplanung oder Unterschätzung der Auslastung zustande kommen. Zudem können unvorhergesehene Ereignisse wie Wetterrisiko, Unfälle oder Verkehrsstaus zu Verspätungen oder Unterbrechungen in der Wertschöpfungskette führen.

## Netzwerke
Besonders in Flächenstaaten kann es aus technischen (Reichweite) und/oder wirtschaftlichen Gründen (Investitionsstau) zu Unterversorgungen in Netzwerken kommen (Telekommunikationsnetze wie das Mobilfunknetz; Verkehrsnetze, Versorgungsnetze), die allgemein als „weißer Fleck“ bezeichnet werden. Diese Unterversorgung lässt auf eine mangelnde Netzdichte schließen, die anfällig ist für Netzstörungen (Funklöcher, Verkehrsstaus, Warteschlangen). Besteht nach § 81 Abs. 1 TKG keine Netzabdeckung mit Mobilfunktechnologien der dritten, vierten oder fünften Generation, muss die Bundesnetzagentur Unterversorgung feststellen.

## Ökologie
Die Ökologie befasst sich mit drei wesentlichen Themenschwerpunkten, der Unterversorgung in Umwelt, Pflanzen- und Tierwelt.
- Die Unterversorgung von Pflanzengewebe mit Wasser, Nähr- und Mineralstoffen führt früher oder später zu einer Beeinträchtigung des Pflanzenwachstums, mangelhafter Entwicklung verschiedener Pflanzenteile und zu Stress.[17] Eine Oligotrophie ist der Nährstoffmangel von Lebewesen und Gewässern, das Gegenteil Eutrophierung (Überversorgung) etwa durch Ammoniak führt zur Azidose.
- Die Tierwelt ist bei Wildtieren global bedroht durch den Klimawandel, der zu regionalen Naturkatastrophen (z. B. Dürren oder Überschwemmungen) führt, welche die Tierernährung bedrohen, die wiederum durch Nahrungskonkurrenz und Futterneid ohnehin bereits beeinträchtigt ist.

Die Desertifikation hat die Tendenz, dass sich Lebewesen aus den durch Wüstenbildung entstandenen Regionen zurückziehen und diese für Landwirtschaft nicht mehr zur Verfügung stehen, obwohl die zunehmende Überbevölkerung das Gegenteil erfordert.

## Volkswirtschaftslehre
Unter- oder Überversorgung stellen stets eine volkswirtschaftliche Fehlallokation dar. Nur der Marktpreis sorgt dafür, dass das Güterangebot ({\displaystyle GA}) genau diejenige Gütermenge produziert, welche die Güternachfrager ({\displaystyle GN}) kaufen möchten. Bei anderen Preisen kommt es zur Unterversorgung oder Überversorgung. Es gilt mithin beim Versorgungsgleichgewicht:
{\displaystyle GA=GN}.
Bei Unterversorgung (Unterkonsumtion; {\displaystyle U}) gilt
{\displaystyle U=GA<GN},
bei Überversorgung (Überproduktion; {\displaystyle {\text{Ü}}}) entsprechend
{\displaystyle {\text{Ü}}=GA>GB}.
Eine Unterversorgung der Volkswirtschaft mit Zahlungsmitteln auf dem Geldmarkt (zu geringe Geldmenge; Geldlücke) führt zur Deflation, während eine Inflation die Überversorgung durch eine zu große Geldmenge (Geldüberhang) anzeigt.
Werden in einer Marktwirtschaft Preisgrenzen eingeführt, kommt es zu Unter- oder Überversorgungen. Liegen die Mindestpreise über dem Gleichgewichtspreis, tritt eine Überversorgung ein (Überproduktion; etwa der Butterberg), bei unter dem Gleichgewichtspreis liegenden Höchstpreisen entsteht Unterversorgung (Unterkonsumtion). Unterversorgung begünstigt den Schwarzmarkt oder grauen Markt; es droht eine Rationierung.
Heutige Überflussgesellschaften kennzeichnen einen Wohlfahrtsstaat, wo Teilbereiche zur Überversorgung neigen. Während Angebotsüberhang und Nachfragelücke eine Überversorgung signalisieren, bei welcher der Marktpreis über dem Gleichgewichtspreis liegt, deuten Angebotslücke und Nachfrageüberhang auf eine Unterversorgung hin, wobei der Marktpreis unterhalb des Gleichgewichtspreises liegt. Unterversorgte Märkte heißen Verkäufermarkt, überversorgte entsprechend Käufermarkt. Unterversorgung wiederum deutet auf Armut hin, Überversorgung kann zu Verschwendung führen.
Für wichtige strategische Güter wie Agrarprodukte oder Energieträger wird ein Selbstversorgungsgrad ermittelt, aus dem eine Unter- oder Überversorgung abgelesen werden kann. Liegt er unter 100 %, so besteht Unterversorgung mit Zwang zum Import, über 100 % Überversorgung mit der Möglichkeit zum Export. Der Versorgungsgrad dagegen gibt die Höhe der Versorgung der Bevölkerung mit bestimmten Gütern und Dienstleistungen an. Während er beispielsweise in Rheinland-Pfalz bei Kühlschränken bei 96 % liegt und Mobiltelefone 92,6 % erreichten, haben nur 43,5 % der Haushalte einen MP3-Player.
Für die Zweite, Dritte und Vierte Welt besteht aufgrund der hohen Länderrisiken (und entsprechend schlechtem Länderrating) ein sehr schwieriger oder fehlender Zugang zu den Finanzmärkten der Ersten Welt, so dass diese unterentwickelten Länder als unterfinanziert gelten und der IWF oder die Weltbank als Lender of Last Resort einspringen müssen. Die Bevölkerung dieser Staaten ist an Nahrungsmitteln und Trinkwasser tendenziell unterversorgt, was entweder auf Knappheit der heimischen Güter und/oder auf Geldmangel (Armut) zurückzuführen ist (siehe Armutsforschung). Der Selbstversorgungsgrad ist hier im Rahmen der Subsistenzwirtschaft (siehe Subsistenzwirtschaft in Entwicklungsländern) von erheblicher Bedeutung.